# مادیرودام
مادیرودام (هلندی: Madurodam) نام یک پارک مینیاتور و جاذبه توریستی در اسخیفنینگن، لاهه هلند است. این پارک جاذبه‌های توریستی هلند (به طور مثال فرودگاه اسخیپول آمستردام یا موزه ملی هلند) را با نسبت ۱:۲۵ در خود دارد و در سال ۱۹۵۲ افتتاح شد که تاکنون ده‌ها میلیون بازدیدکننده داشته‌است.